# Cricket World Cup 2003
Der ICC Cricket World Cup 2003 (afrikaans Krieketwêreldbeker 2003; Swahili Kombe la Dunia la Kriketi wa 2003) wurde vom 9. Februar bis zum 23. März 2003 in Südafrika, Simbabwe und Kenia ausgetragen. Es war der achte Cricket World Cup im vierjährlichen Turnierzyklus im One-Day-International-Format, der vom Weltverband International Cricket Council (ICC) organisiert wird, und der erste in Afrika. Nach der Rugby-Union-Weltmeisterschaft 1995 war dies auch die zweite Weltmeisterschaft in einer der beliebtesten Sportarten Südafrikas; später war das Land Gastgeber der Fußball-Weltmeisterschaft 2010. Sowohl Kenia als auch Simbabwe waren erstmals Mitgastgeber einer Weltmeisterschaft. Südafrika war vier Jahre später Gastgeber der World Twenty20 2007 und danach der Champions Trophy 2009, womit es als erstes Land alle drei wichtigen internationalen Cricketturniere austrug.
14 Cricket-Nationalmannschaften nahmen am Cricket World Cup 2003 teil: Die damals zehn Test-Cricket-Länder (Australien, Bangladesch, England, Indien, Neuseeland, Pakistan, Simbabwe, Sri Lanka, Südafrika und die West Indies), sowie die vier besten Mannschaften der ICC Trophy 2001 (Kanada, Kenia, Namibia und die Niederlande). Während des Cricket World Cup 2003 wurden 54 Spiele absolviert, darunter 42 in der Vorrunde, neun in der Super Six, und drei in der Finalrunde, einschließlich des Finales. Die Mannschaften wurden in zwei Gruppen zu je sieben Teams eingeteilt, wobei jedes einmal gegen die anderen der Gruppe antrat. Die drei besten Mannschaften jeder Gruppe qualifizierten sich für die Super Six, wonach die vier besten Mannschaften das Halbfinale erreichten, dessen Gewinner im Finale aufeinandertrafen. Dieser World Cup wurde im One-Day International-Format ausgetragen, wobei jedes Team jeweils ein Innings über maximal 50 Over bestritten hat.
Das Turnier erlebte mehrere Überraschungen wie das Ausscheiden Südafrikas, Pakistans, der West Indies und Englands in der Vorrunde (Südafrika fehlte nur ein Run, nachdem es die Duckworth-Lewis Method missverstanden hatte). England weigerte sich, zu seinem Spiel gegen Simbabwe wegen der dortigen unruhigen politischen Situation anzutreten, wodurch sich Simbabwe für die Super Six qualifizierte. Ebenso verweigerte Neuseeland den Spielantritt in Kenia aus Sicherheitsgründen, wodurch Kenia als bisher einziges assoziiertes Mitglied das Halbfinale erreichte. Zwei Tage nach Turnierbeginn wurde Shane Warne, einer der besten Right-arm leg break, nach einem positiven Dopingtest vom Turnier ausgeschlossen. Zwei simbabwische Spieler, Henry Olonga und Andy Flower, trugen bei ihrem ersten Spiel gegen Namibia ein schwarzes Armband, um dem „Tod der Demokratie“ in ihrem Heimatland zu gedenken. Beide Spieler wurden daraufhin aus der Nationalmannschaft ausgeschlossen und ersuchten in Übersee um politisches Asyl. Dieser offene politische Protest brachte die Mitgastgeber in erhebliche Verlegenheit und störte auch die Harmonie innerhalb der Mannschaft.
Australien, Indien, Kenia und Sri Lanka erreichten das Halbfinale. Australien besiegte Sri Lanka und Indien Kenia, wonach der Titelverteidiger Australien das Finale im Wanderers Stadium in Johannesburg gegen Indien mit 125 Runs und damit als erstes Land seinen dritten Titel gewann. Im Turnierverlauf gewannen sie alle ihre elf Spiele. Namibia nahm erstmals an einem Cricket World Cup teil. Damit ist es der bisher einzige Cricket World Cup, an dem vier afrikanische Mannschaften teilnahmen.
Der pakistanische Spieler Shoaib Akhtar stellte während des Turnieres einen neuen Weltrekord auf und wurde der schnellste Bowler in der Geschichte des Crickets, als er im Vorrundenspiel gegen England eine Bowl-Geschwindigkeit von 161,3 km/h erreichte. Namibias Rudie van Vuuren, der später mit der namibischen Rugby-Union-Nationalmannschaft an der Weltmeisterschaft 2003 in Australien teilnahm, wurde der erste Sportler, der in demselben Jahr in zwei verschiedenen Sportarten bei Weltmeisterschaften auflief.

## Vergabe

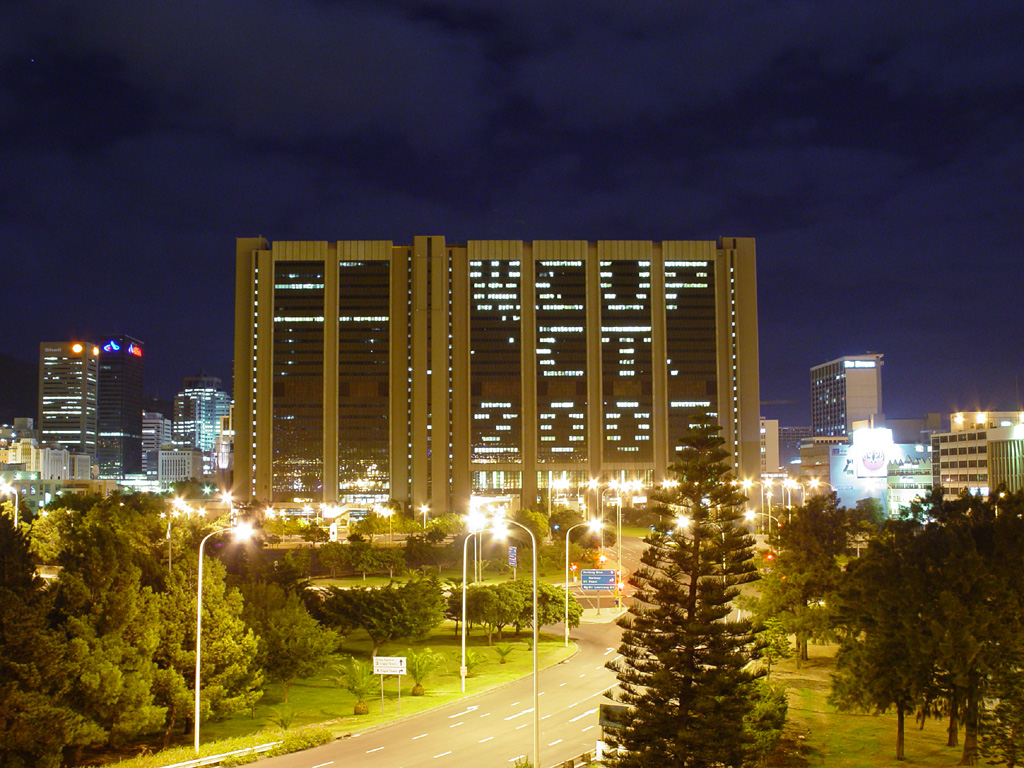
Das Civic Centre in Kapstadt während des Cricket World Cup 2003

Der ICC vergab den Cricket World Cup 2003 an Südafrika. Die Mitgastgeber waren Kenia und Simbabwe. Während die Test-Cricket-Länder Simbabwe und Südafrika automatisch für das Turnier qualifiziert waren, musste sich Kenia bei der ICC Trophy 2001 für das Turnier qualifizieren. Zusammen mit der World Twenty20 2007 und der Champions Trophy 2009 war dies eines von drei internationalen Cricketturnieren, die Südafrika in den 2000er Jahren austrug.

## Teilnehmer
Die folgenden 14 Mannschaften qualifizierten sich für den Cricket World Cup 2003: Australien, Bangladesch, England, Indien, Neuseeland, Pakistan, Simbabwe (Mitgastgeber), Sri Lanka, Südafrika (Mitgastgeber) und die West Indies qualifizierten sich als Vollmitglieder des International Cricket Council mit Test-Cricket-Status automatisch für den Cricket World Cup 2003. Kanada, Kenia, Namibia und die Niederlande waren Mannschaften ohne Test-Cricket-Status und qualifizierten sich während der ICC Trophy 2001.

Teilnehmende Länder des Cricket World Cups 2003; insgesamt 38 Teams nahmen teil.
Vollmitglieder des International Cricket Councils (ICC)
Qualifiziert bei der ICC Trophy 2001
In der Qualifikation gescheitert
Keine Teilnahme

| Land        | Qualifikationsgrundlage | Turnierteilnahme | Letztmalige Teilnahme | Bestes Ergebnis                     | Gruppe |
| ----------- | ----------------------- | ---------------- | --------------------- | ----------------------------------- | ------ |
| Simbabwe    | Gastgeber               | Sechste          | 1999                  | Super Six (1999)                    | A      |
| Südafrika   | Gastgeber               | Vierte           | 1999                  | Halbfinale (1992, 1999)             | B      |
| Australien  | Vollmitglieder          | Achte            | 1999                  | Weltmeister (1987, 1999)            | A      |
| Bangladesch | Vollmitglieder          | Zweite           | 1999                  | Vorrunde                            | B      |
| England     | Vollmitglieder          | Achte            | 1999                  | Finalist (1979, 1987, 1992)         | A      |
| Indien      | Vollmitglieder          | Achte            | 1999                  | Weltmeister (1983)                  | A      |
| Neuseeland  | Vollmitglieder          | Achte            | 1999                  | Halbfinale (1975, 1979, 1992, 1999) | B      |
| Pakistan    | Vollmitglieder          | Achte            | 1999                  | Weltmeister (1992)                  | A      |
| Sri Lanka   | Vollmitglieder          | Achte            | 1999                  | Weltmeister (1996)                  | B      |
| West Indies | Vollmitglieder          | Achte            | 1999                  | Weltmeister (1975, 1979)            | B      |
| Kanada      | ICC Trophy 2001         | Zweite           | 1979                  | Vorrunde (1979)                     | B      |
| Kenia       | ICC Trophy 2001         | Dritte           | 1999                  | Vorrunde (1996, 1999)               | B      |
| Namibia     | ICC Trophy 2001         | Erste            | –                     | Debüt                               | A      |
| Niederlande | ICC Trophy 2001         | Zweite           | 1996                  | Vorrunde (1996)                     | B      |

## Austragungsorte
Als Austragungsorte wurden neben zwölf Stadien in Südafrika auch zwei Stadien in Simbabwe und eines in Kenia ausgewählt. In Stadien die nicht in Südafrika lagen wurden einige Spiele der Vorrunde mit Beteiligung der jeweiligen Heimmannschaften ausgetragen. Einige von Simbabwes Gruppe A-Spielen wurden daheim ausgetragen, während Kenia zwei seiner Gruppe B-Spiele ebenfalls daheim spielte. Damit wurde Kenia nach Schottland 1999 das zweite assoziierte Mitglied, das Spiele bei einem Cricket World Cup austrug. Allerdings weigerte sich das Team aus England in Harare und das neuseeländische Team in Nairobi anzutreten und verwiesen jeweils auf Sicherheitsrisiken.
| Südafrika             | Südafrika                       | Südafrika                  | Südafrika           | Südafrika               |
| Johannesburg, Gauteng | Durban, KwaZulu-Natal           | Kapstadt, Westkap          | Centurion, Gauteng  | Bloemfontein, Freistaat |
| --------------------- | ------------------------------- | -------------------------- | ------------------- | ----------------------- |
| Wanderers Stadium     | Sahara Stadium Kingsmead        | Newlands Cricket Ground    | Centurion Park      | Goodyear Park           |
| Kapazität: 34.000     | Kapazität: 25.000               | Kapazität: 25.000          | Kapazität: 23.000   | Kapazität: 20.000       |
|                       |                                 |                            |                     |                         |
| Benoni, Gauteng       | Port Elizabeth, Ostkap          | Potchefstroom, Nordwest    | East London, Ostkap | Kimberley, Nordkap      |
| Willowmoore Park      | St George’s Park                | North West Cricket Stadium | Buffalo Park        | De Beers Diamond Oval   |
| Kapazität: 20.000     | Kapazität: 43.472               | Kapazität: 43.713          | Kapazität: 43.319   | Kapazität: 41.685       |
|                       |                                 |                            |                     |                         |
| Südafrika             | Südafrika                       | Simbabwe                   | Simbabwe            | Kenia                   |
| Paarl, Westkap        | Pietermaritzburg, KwaZulu-Natal | Harare                     | Bulawayo            | Nairobi                 |
| Boland Park           | Pietermaritzburg Oval           | Harare Sports Club         | Queens Sports Club  | Nairobi Gymkhana Club   |
| Kapazität: 33.061     | Kapazität: 33.973               | Kapazität: 10.000          | Kapazität: 9.000    | Kapazität: 8.000        |
|                       |                                 |                            |                     |                         |

| Durban |

| Centurion |

| Johannesburg |

| Port Elizabeth |

| Kapstadt |

| Bloemfontein |

| Benoni |

| Potchefstroom |

| East London |

| Pietermaritzburg |

| Kimberley |

| Paarl |

| Durban |

| Centurion |

| Johannesburg |

| Port Elizabeth |

| Kapstadt |

| Bloemfontein |

| Benoni |

| Potchefstroom |

| East London |

| Pietermaritzburg |

| Kimberley |

| Paarl |

| \| Nairobi \|                                       |
| Austragungsort in Kenia des Cricket World Cups 2003 |
| Nairobi                                             |

| Nairobi |

| Bulawayo |

| Harare |

| Bulawayo |

| Harare |

## Format
Der Cricket World Cup 2003 wurde über 44 Tage zwischen 14 verschiedenen Mannschaften über 54 Spiele ausgetragen. Er begann am 9. Februar 2003 im Newlands Cricket Ground in Kapstadt mit dem Eröffnungsspiel zwischen dem Mitgastgeber Südafrika und den West Indies. Das Turnier endete am 23. März im Wanderers Stadium in Johannesburg mit dem Finale zwischen Australien und Indien, wobei Australien die ICC Cricket World Cup Trophy verteidigte.

### Spielplan
Die nachfolgende Tabelle zeigt das tägliche Programm des Cricket World Cup 2003. Dabei steht ein rotes Kästchen für die Eröffnungs- und Schlusszeremonie, ein violettes Kästchen für Vorrundenspiele, ein zyanblaues Kästchen für die Super Six, ein grünes Kästchen für Finalrundenspiele und ein gelbes Kästchen für das Finale.
| Vorrunde Februar/März | Sa. 8.  | So. 9.  | Mo. 10. | Di. 11. | Mi. 12. | Do. 13. | Fr. 14. | Sa. 15. | So. 16. | Mo. 17. | Di. 18. | Mi. 19. | Do. 20. | Fr. 21. | Sa. 22. | So. 23. | Mo. 24. | Di. 25. | Mi. 26. | Do. 27. | Fr. 28. | Sa. 1. | So. 2. | Mo. 3. | Di. 4. |
| --------------------- | ------- | ------- | ------- | ------- | ------- | ------- | ------- | ------- | ------- | ------- | ------- | ------- | ------- | ------- | ------- | ------- | ------- | ------- | ------- | ------- | ------- | ------ | ------ | ------ | ------ |
| Zeremonien            |         |         |         |         |         |         |         |         |         |         |         |         |         |         |         |         |         |         |         |         |         |        |        |        |        |
| Gruppe A              |         |         | 1       | 1       | 1       | 1       |         | 1       | 2       |         |         | 2       | 1       |         | 1       | 1       | 1       | 1       | 1       | 1       | 1       | 1      | 1      | 1      | 1      |
| Gruppe B              |         | 1       | 1       | 1       | 1       | 1       | 1       | 1       | 1       |         | 1       | 1       |         | 1       | 1       | 1       | 1       |         | 1       | 1       | 1       | 1      |        | 2      | 1      |
| Super Six März        | Mi. 5.  | Do. 6.  | Fr. 7.  | Sa. 8.  | So. 9.  | Mo. 10. | Di. 11. | Mi. 12. | Do. 13. | Fr. 14. | Sa. 15. | So. 16. | Mo. 17. |         |         |         |         |         |         |         |         |        |        |        |        |
| Super Six             |         |         | 2       | 1       |         | 1       | 1       | 1       |         | 1       | 2       |         |         |         |         |         |         |         |         |         |         |        |        |        |        |
| Finalrunde März       | Di. 18. | Mi. 19. | Do. 20. | Fr. 21. | Sa. 22. | So. 23. |         |         |         |         |         |         |         |         |         |         |         |         |         |         |         |        |        |        |        |
| Zeremonien            |         |         |         |         |         |         |         |         |         |         |         |         |         |         |         |         |         |         |         |         |         |        |        |        |        |
| Finalrunde            | 1       |         | 1       |         |         | 1       |         |         |         |         |         |         |         |         |         |         |         |         |         |         |         |        |        |        |        |

| Farblegende                  |
| Eröffnungs- und Schlussfeier |
| Vorrunde                     |
| Super Six                    |
| Finalrunde                   |
| Finale                       |

### Gruppen
| Gruppe A                                                        | Gruppe B                                                            |
| --------------------------------------------------------------- | ------------------------------------------------------------------- |
| Australien England Indien Namibia Niederlande Pakistan Simbabwe | Bangladesch Kanada Kenia Neuseeland Sri Lanka Südafrika West Indies |

Jedes Team konnte 15 Spieler für das Turnier nominieren. Die Mannschaftslisten mussten bis zum 31. Dezember 2002 dem International Cricket Council vorgelegt werden. Ein verletzter Spieler konnte jederzeit bis zum Turnierende ersetzt werden.

### Vorrunde und Super Six
Der Cricket World Cup 2003 wurde zwischen 14 Nationalmannschaften ausgespielt. Für die Vorrunde wurden die Mannschaften in zwei Gruppen zu je sieben Mannschaften eingeteilt. In welche Gruppe jede Mannschaft eingeteilt wurde, wurde in der Auslosung festgelegt. Jede Mannschaft bestritt ein Spiel gegen jede andere seiner Gruppe. Für einen Sieg gab es vier Tabellenpunkte, für ein Unentschieden oder No Result zwei Punkte, für eine Niederlage keinen Punkt. Hatten zwei Mannschaften dieselbe Anzahl an Tabellenpunkten, wurde der Tabellenrang anhand der Net Run Rate, gefolgt von der Net Bowl Rate und dem direkten Vergleich ermittelt.
Am Ende der Vorrunde qualifizierten sich die jeweils drei besten einer Gruppe für die Super-6-Runde. In dieser spielte jedes Team gegen die Mannschaften, auf die es nicht in der Vorrunde getroffen war und dessen Ergebnisse sie mit in diese Runde übernahm. Die Qualifikation erfolgte anhand derselben Kriterien wie in der Vorrunde.

### Finalrunde
Ab dieser Phase nahm das Turnier ein K.-o.-System an, für das sich die vier besten Mannschaften der Gruppe qualifizierten. Jedes Spiel musste zwingend mit einem Sieg enden. Gab es nach beiden Innings keinen Sieger, wurde das Spiel am darauf folgenden Tag wiederholt.

## Umpires und Match referees
Während des Turnieres wurden 19 Umpires und fünf Match referees eingesetzt.

### Umpires
| - Darrell Hair (Australien) - Daryl Harper (Australien) - Simon Taufel (Australien) - Neil Mallender (England) - David Shepherd (England) - Peter Willey (England) - Srinivasaraghavan Venkataraghavan (Indien) - Arani Jayaprakash (Indien) - Billy Bowden (Neuseeland) - Aleem Dar (Pakistan) | - Nadeem Ghauri (Pakistan) - Kevan Barbour (Simbabwe) - Russell Tiffin (Simbabwe) - Asoka de Silva (Sri Lanka) - Tyron Wijewardene (Sri Lanka) - Rudi Koertzen (Südafrika) - Brian Jerling (Südafrika) - Dave Orchard (Südafrika) - Steve Bucknor (West Indies) |

### Match referees
| - Gundappa Viswanath (Indien) - Wasim Raja (Pakistan) - Ranjan Madugalle (Sri Lanka) | - Mike Procter (Südafrika) - Clive Lloyd (West Indies) |

## Vorrunde
In den Tabellen finden folgende Bezeichnungen Verwendung:
- Spiele
- Siege
- Niederlagen
- Unentschieden
- NR No Result
- Punkte
- NRR Net Run Rate

### Gruppe A
Tabelle
| Gruppe A    | Sp. | S | N | U | NR | P  | NRR    |
| ----------- | --- | - | - | - | -- | -- | ------ |
| Australien  | 6   | 6 | 0 | 0 | 0  | 24 | +2.045 |
| Indien      | 6   | 5 | 1 | 0 | 0  | 20 | +1.108 |
| Simbabwe    | 6   | 3 | 2 | 0 | 1  | 14 | +0.504 |
| England     | 6   | 3 | 3 | 0 | 0  | 12 | +0.821 |
| Pakistan    | 6   | 2 | 3 | 0 | 1  | 10 | +0.227 |
| Niederlande | 6   | 1 | 5 | 0 | 0  | 4  | −1.454 |
| Namibia     | 6   | 0 | 6 | 0 | 0  | 0  | −2.955 |

Spiele
| 10. Februar Scorecard | Harare | Simbabwe 340-2 (50)                      | – | Namibia 104-5 (25.1) |
|                       |        | Simbabwe gewinnt mit 86 Runs (DL-Method) |   |                      |

| 11. Februar Scorecard | Johannesburg | Australien 310-8 (50)          | – | Pakistan 228 (44.3/49) |
|                       |              | Australien gewinnt mit 82 Runs |   |                        |

| 12. Februar Scorecard | Paarl | Indien 204 (48.5)          | – | Niederlande 136 (48.1) |
|                       |       | Indien gewinnt mit 68 Runs |   |                        |

| 13. Februar Scorecard | Harare | Simbabwe                  | – | England |
|                       |        | Simbabwe gewinnt kampflos |   |         |

Das Spiel sollte in der simbabwischen Hauptstadt Harare stattfinden, was das englische Team aus Sicherheitsgründen ablehnte.
| 15. Februar Scorecard | Centurion | Indien 125 (41.4)                | – | Australien 128-1 (22.2) |
|                       |           | Australien gewinnt mit 9 Wickets |   |                         |

| 16. Februar Scorecard | East London | Niederlande 142-9 (50)        | – | England 144-4 (23.2) |
|                       |             | England gewinnt mit 6 Wickets |   |                      |

| 16. Februar Scorecard | Kimberley | Pakistan 255-9 (50)           | – | Namibia 84 (17.4) |
|                       |           | Pakistan gewinnt mit 171 Runs |   |                   |

| 19. Februar Scorecard | Harare | Indien 255-7 (50)          | – | Simbabwe 172 (44.4) |
|                       |        | Indien gewinnt mit 83 Runs |   |                     |

| 19. Februar Scorecard | Port Elizabeth | England 272 (50)            | – | Namibia 217-9 (50) |
|                       |                | England gewinnt mit 55 Runs |   |                    |

| 20. Februar Scorecard | Potchefstroom | Australien 170-2 (36)                      | – | Niederlande 122 (30.2) |
|                       |               | Australien gewinnt mit 75 Runs (DL-Method) |   |                        |

| 22. Februar Scorecard | Kapstadt | England 246-8 (50)           | – | Pakistan 134 (31) |
|                       |          | England gewinnt mit 112 Runs |   |                   |

| 23. Februar Scorecard | Pietermaritzburg | Indien 311-2 (50)           | – | Namibia 130 (42.3) |
|                       |                  | Indien gewinnt mit 181 Runs |   |                    |

| 24. Februar Scorecard | Bulawayo | Simbabwe 246-9 (50)              | – | Australien 248-3 (47.3) |
|                       |          | Australien gewinnt mit 7 Wickets |   |                         |

| 25. Februar Scorecard | Paarl | Pakistan 253-9 (50)          | – | Niederlande 156 (39.3) |
|                       |       | Pakistan gewinnt mit 97 Runs |   |                        |

| 26. Februar Scorecard | Durban | Indien 250-9 (50)          | – | England 168 (45.3) |
|                       |        | Indien gewinnt mit 82 Runs |   |                    |

| 27. Februar Scorecard | Potchefstroom | Australien 301-6 (50)           | – | Namibia 45 (14) |
|                       |               | Australien gewinnt mit 256 Runs |   |                 |

| 28. Februar Scorecard | Bulawayo | Simbabwe 301-8 (50)          | – | Niederlande 202-9 (50) |
|                       |          | Simbabwe gewinnt mit 99 Runs |   |                        |

| 1. März Scorecard | Centurion | Pakistan 273-7 (50)          | – | Indien 276-4 (45.4) |
|                   |           | Indien gewinnt mit 6 Wickets |   |                     |

| 2. März Scorecard | Port Elizabeth | England 204-8 (50)               | – | Australien 208-8 (49.4) |
|                   |                | Australien gewinnt mit 2 Wickets |   |                         |

| 3. März Scorecard | Bloemfontein | Niederlande 314-4 (50)          | – | Namibia 250 (46.5) |
|                   |              | Niederlande gewinnt mit 64 Runs |   |                    |

| 4. März Scorecard | Bloemfontein | Pakistan 73-3 (14/38) | – | Simbabwe |
|                   |              | No result             |   |          |

### Gruppe B
Tabelle
| Gruppe B    | Sp. | S | N | U | NR | P  | NRR    |
| ----------- | --- | - | - | - | -- | -- | ------ |
| Sri Lanka   | 6   | 4 | 1 | 1 | 0  | 18 | +1.204 |
| Neuseeland  | 6   | 4 | 2 | 0 | 0  | 16 | +0.990 |
| Kenia       | 6   | 4 | 2 | 0 | 0  | 16 | −0.691 |
| Südafrika   | 6   | 3 | 2 | 0 | 1  | 14 | +1.730 |
| West Indies | 6   | 3 | 2 | 1 | 0  | 14 | +1.103 |
| Kanada      | 6   | 1 | 5 | 0 | 0  | 4  | −1.989 |
| Bangladesch | 6   | 0 | 5 | 0 | 1  | 2  | −2.046 |

Spiele
| 9. Februar Scorecard | Kapstadt | West Indies 278-5 (50)         | – | Südafrika 275-9 (49) |
|                      |          | West Indies gewinnt mit 3 Runs |   |                      |

Südafrika wurde ein Over abgezogen, da dieses zu langsam spielte.
| 10. Februar Scorecard | Bloemfontein | Sri Lanka 272-7 (50)          | – | Neuseeland 225 (45.3) |
|                       |              | Sri Lanka gewinnt mit 47 Runs |   |                       |

| 11. Februar Scorecard | Durban | Kanada 180 (49.1)          | – | Bangladesch 120 (28) |
|                       |        | Kanada gewinnt mit 60 Runs |   |                      |

| 12. Februar Scorecard | Potchefstroom | Kenia 140 (38)                   | – | Südafrika 142-0 (21.2) |
|                       |               | Südafrika gewinnt mit 10 Wickets |   |                        |

| 13. Februar Scorecard | Port Elizabeth | Neuseeland 241-7 (50)          | – | West Indies 221 (49.4) |
|                       |                | Neuseeland gewinnt mit 20 Runs |   |                        |

| 14. Februar Scorecard | Pietermaritzburg | Bangladesch 124 (31.1)           | – | Sri Lanka 126-0 (21.1) |
|                       |                  | Sri Lanka gewinnt mit 10 Wickets |   |                        |

| 15. Februar Scorecard | Kapstadt | Kanada 197 (49)             | – | Kenia 198-6 (48.3) |
|                       |          | Kenia gewinnt mit 4 Wickets |   |                    |

| 16. Februar Scorecard | Johannesburg | Südafrika 306-6 (50)                         | – | Neuseeland 229-1 (36.5/39) |
|                       |              | Neuseeland gewinnt mit 9 Wickets (DL-Method) |   |                            |

| 18. Februar Scorecard | Benoni | West Indies 244-9 (50) | – | Bangladesch 32-2 (8.1) |
|                       |        | No result              |   |                        |

| 19. Februar Scorecard | Paarl | Kanada 36 (18.4)                | – | Sri Lanka 37-1 (4.4) |
|                       |       | Sri Lanka gewinnt mit 9 Wickets |   |                      |

| 21. Februar Scorecard | Nairobi | Kenia                  | – | Neuseeland |
|                       |         | Kenia gewinnt kampflos |   |            |

Das Spiel sollte in der kenianischen Hauptstadt Nairobi stattfinden, was das neuseeländische Team aus Sicherheitsgründen ablehnte.
| 22. Februar Scorecard | Bloemfontein | Bangladesch 108 (35.1)           | – | Südafrika 109-0 (12) |
|                       |              | Südafrika gewinnt mit 10 Wickets |   |                      |

| 23. Februar Scorecard | Centurion | Kanada 202 (42.5)                 | – | West Indies 206-3 (20.3) |
|                       |           | West Indies gewinnt mit 7 Wickets |   |                          |

| 24. Februar Scorecard | Nairobi | Kenia 210-9 (50)          | – | Sri Lanka 157 (45) |
|                       |         | Kenia gewinnt mit 53 Runs |   |                    |

| 26. Februar Scorecard | Centurion | Bangladesch 198-7 (50)           | – | Neuseeland 199-3 (33.3) |
|                       |           | Neuseeland gewinnt mit 7 Wickets |   |                         |

| 27. Februar Scorecard | East London | Südafrika 254-8 (50)           | – | Kanada 136-5 (50) |
|                       |             | Südafrika gewinnt mit 118 Runs |   |                   |

| 28. Februar Scorecard | Kapstadt | Sri Lanka 228-6 (50)         | – | West Indies 222-9 (50) |
|                       |          | Sri Lanka gewinnt mit 6 Runs |   |                        |

| 1. März Scorecard | Johannesburg | Kenia 217-7 (50)          | – | Bangladesch 185 (47.2) |
|                   |              | Kenia gewinnt mit 32 Runs |   |                        |

| 3. März Scorecard | Benoni | Kanada 196 (47)                  | – | Neuseeland 197-5 (23) |
|                   |        | Neuseeland gewinnt mit 5 Wickets |   |                       |

| 3. März Scorecard | Durban | Sri Lanka 268-9 (50)      | – | Südafrika 229-6 (45/45) |
|                   |        | Unentschieden (DL-Method) |   |                         |

| 4. März Scorecard | Kimberley | West Indies 246-7 (50)           | – | Kenia 104 (35.5) |
|                   |           | West Indies gewinnt mit 142 Runs |   |                  |

## Super Six
Jeweils die ersten drei jeder Gruppe qualifizierten sich für diese Runde. Neben den Punkten, die gegen die Teams dieser Runde in Vorrunde und hieriger Gruppenphase erzielt wurden, zählten auch die Punkte gegen die nicht qualifizierten aus der Vorrunde. Diese wurden jedoch anders gewertet, da ein Sieg 1 Pkt, Unentschieden/No Result 0.5 Pkt einbrachte (in der Tabelle unten unter PaV angegeben).
Tabelle
| Super Six  | Sp. | S | N | U | NR | P    | NRR    | PaV |
| ---------- | --- | - | - | - | -- | ---- | ------ | --- |
| Australien | 5   | 5 | 0 | 0 | 0  | 24   | +1.854 | 4.0 |
| Indien     | 5   | 4 | 1 | 0 | 0  | 20   | +0.886 | 4.0 |
| Kenia      | 5   | 3 | 2 | 0 | 0  | 14   | +0.354 | 2.0 |
| Sri Lanka  | 5   | 2 | 3 | 0 | 0  | 11.5 | −0.844 | 3.5 |
| Neuseeland | 5   | 1 | 4 | 0 | 0  | 8    | −0.896 | 4.0 |
| Simbabwe   | 5   | 0 | 5 | 0 | 0  | 3.5  | −1.254 | 3.5 |

Spiele
| 7. März Scorecard | Centurion | Australien 319-5 (50)          | – | Sri Lanka 223 (47.1) |
|                   |           | Australien gewinnt mit 96 Runs |   |                      |

| 7. März Scorecard | Kapstadt | Kenia 225-6 (50)             | – | Indien 226-4 (47.5) |
|                   |          | Indien gewinnt mit 6 Wickets |   |                     |

| 8. März Scorecard | Bloemfontein | Simbabwe 252-7 (50)              | – | Neuseeland 253-4 (47.2) |
|                   |              | Neuseeland gewinnt mit 6 Wickets |   |                         |

| 10. März Scorecard | Johannesburg | Indien 292-6 (50)           | – | Sri Lanka 109 (23) |
|                    |              | Indien gewinnt mit 183 Runs |   |                    |

| 11. März Scorecard | Port Elizabeth | Australien 208-9 (50)          | – | Neuseeland 112 (30.1) |
|                    |                | Australien gewinnt mit 96 Runs |   |                       |

| 12. März Scorecard | Bloemfontein | Simbabwe 133 (44.1)         | – | Kenia 135-3 (26) |
|                    |              | Kenia gewinnt mit 7 Wickets |   |                  |

| 14. März Scorecard | Centurion | Neuseeland 146 (45.1)        | – | Indien 150-3 (40.4) |
|                    |           | Indien gewinnt mit 7 Wickets |   |                     |

| 15. März Scorecard | East London | Sri Lanka 256-5 (50)          | – | Simbabwe 182 (41.5) |
|                    |             | Sri Lanka gewinnt mit 74 Runs |   |                     |

| 15. März Scorecard | Durban | Kenia 174-8 (50)                 | – | Australien 178-5 (31.2) |
|                    |        | Australien gewinnt mit 5 Wickets |   |                         |

## Halbfinale
| 18. März Scorecard | Port Elizabeth | Australien 212-7 (50)                       | – | Sri Lanka 123-7 (38.1) |
|                    |                | Australien gewinnt mit 48 Runs (D/L-Method) |   |                        |

| 20. März Scorecard | Durban | Indien 270-4 (50)          | – | Kenia 179 (46.2) |
|                    |        | Indien gewinnt mit 91 Runs |   |                  |

## Finale
| 23. März Scorecard | Johannesburg | Australien 359-2 (50)           | – | Indien 234 (39.2) |
|                    |              | Australien gewinnt mit 125 Runs |   |                   |

## Statistiken

Ergebnis des Cricket World Cups 2003:
Sieger
Finalist
Halbfinalteilnahme
In der Super Six ausgeschieden
In der Gruppenphase ausgeschieden
Keine Teilnahme

Die folgenden Cricketstatistiken wurden bei diesem Turnier erzielt.
| ODIs                 | ODIs       | ODIs    | ODIs    | ODIs    | ODIs    | ODIs    | ODIs    | ODIs    |
| Batting              | Batting    | Batting | Batting | Batting | Batting | Batting | Batting | Batting |
| Spieler              | Mannschaft | Spiele  | Innings | Runs    | Average | HS      | 100s    | 50s     |
| -------------------- | ---------- | ------- | ------- | ------- | ------- | ------- | ------- | ------- |
| Sachin Tendulkar     | Indien     | 11      | 11      | 673     | 61,18   | 152     | 1       | 6       |
| Sourav Ganguly       | Indien     | 11      | 11      | 465     | 58,12   | 112*    | 3       | 0       |
| Ricky Ponting        | Australien | 11      | 10      | 415     | 51,87   | 140*    | 2       | 1       |
| Adam Gilchrist       | Australien | 10      | 10      | 408     | 40,80   | 99      | 0       | 4       |
| Herschelle Gibbs     | Südafrika  | 6       | 6       | 384     | 96,00   | 143     | 1       | 2       |
| Bowling              |            |         |         |         |         |         |         |         |
| Spieler              | Mannschaft | Spiele  | Overs   | Wickets | Average | BBI     | 5W      | 10W     |
| Chaminda Vaas        | Sri Lanka  | 10      | 88.0    | 23      | 14,39   | 6/25    | 1       | 0       |
| Brett Lee            | Australien | 10      | 83.1    | 22      | 17,90   | 5/42    | 1       | 0       |
| Glenn McGrath        | Australien | 11      | 87.0    | 21      | 14,76   | 7/15    | 1       | 0       |
| Zaheer Khan          | Indien     | 11      | 88.2    | 18      | 20,77   | 4/42    | 0       | 0       |
| Shane Bond           | Neuseeland | 8       | 78.0    | 17      | 17,94   | 6/23    | 1       | 0       |
| Muttiah Muralitharan | Sri Lanka  | 10      | 87.4    | 17      | 18,76   | 4/28    | 0       | 0       |